# Důl Jakub
Důl Jakub byl černouhelný hlubinný důl ve Slezské Ostravě, situován jihovýchodně od dolu Hermenegild. Důl patřil mezi doly Severní dráhy Ferdinandovy (SDF) v Ostravě.

## Historie

### Vznik dolu Jakub (Jacob)
Na základě nálezů uhlí v důlních dílech dolu Hermenegild a předpokládaného výskytu uhlí, SDF získává důlní propůjčky na nové dobývací pole v roce 1865. V roce 1868 jihovýchodním směrem od dolu Hermenegild byl založen důl Jakub. Hloubeny byly současně dvě centrální jámy - těžní a větrní.
Průsak vod z terasovitých štěrkopísků řeky Lučiny významně ovlivňovaly důlní práce. Proto obě jámy byly vodotěsně vyzděny přes pokryvný útvar až do hloubky 56 m. Využitím důlních děl (překopů) k propojení s dolem Hermenegild byly důlní vody odváděny na centrální vodní jámu Hermenegild vodní.
Výdušná jáma Jakub 2 byla vybavena dvěma ventilátory. Hlavní ventilátor byl soustavy Guibal a byl poháněným jednoválcovým ležatým parním strojem. Záložní ventilátor byl soustavy Rittinger, rovněž poháněný jednoválcovým ležatým parním strojem.
Těžní jáma Jakub 1 byla vybavena pyramidální těžní věží v lineárním uspořádání, tj. jámová budova s těžní věží, strojovna a kotelna jsou řazeny v podélné ose. Ve strojovně v roce 1871 byl instalován dvouválcový ležatý přímoúčinný parní těžní stroj o výkonu 100 HP, dodaný ze Strojíren hraběte Salma v Blansku.
V roce 1872 začala těžba uhlí z jakloveckých vrstev ostravského souvrství. V roce 1884 těžní jáma Jakub 1 dosáhla hloubky 168,9 m a větrní jáma 102,4 m. V roce 1896 větrní jáma byla vybavena ventilátorem soustavy Capell vyrobený ve Vítkovických železárnách, starší ventilátor soustavy Guibal byl v rezervní.
V roce 1897 těžní jáma dosáhla hloubky 307 m a větrní 195 m.
V létech 1912 až 1913 byl důl Hermenegild přestavěn a modernizován a přejmenován na důl Zárubek. SDF centralizuje těžbu z dolů Vilém a Jakub na nově rekonstruovaný důl. Těžní jáma Jakub 1 byla rekonstruována na větrní, vystrojená novým ventilátorem soustavy Dinnendahl, vyrobený Akciovou společností Slaný s motorem firmy Brown-Boveri, Vídeň. Obě jámy sloužily pro větrání dolu Zárubek až do ukončení jeho existence.
V roce 1928 jámy byly hluboké: 293 m Jakub 2 větrní (konečná hloubka) a 384 m pro původní těžní Jakub 1, která byla ještě prohloubena do konečné hloubky 643,6 m.
V roce 1956 na jámě Jakub 1 byly instalovány dva axiální větrníky o výkonu 10 000 m3 / min vyrobené v Milevsku. Posledním provozovaným těžním strojem byl bubnový těžní stroj s jednoetážovými klecemi pro jeden důlní vozík.
Ukončením těžby na dole Zárubek v roce 1990 je důl Jakub vyřazen z provozu a zlikvidován. Jámy byly zasypány v roce 1992.

### Současný stav
Důl Jakub byl zbourán, na jeho místě je jen náhrobní kámen a vývody odvádějící důlní plyny.

#### Těžba uhlí
Uhlí bylo dobýváno z jakloveckých vrstev ostravského souvrství, metodou dobývání uhlí bylo piliřování se zakládkou nebo na zával, nebo stěnování se směrným nebo dovrchním postupem z hloubky 330 m až po sloj Adolf. Po sloučení s dolem Zárubek se uhlí dobývalo i ze svrchních hrušovských vrstev ostravského souvrství důlními díly dolu Zárubek.

### Údaje dolu Jakub
| Název   | druh jámy     | založení | hloubka jámy v m | likvidace jámy | těžba       | vytěženo v t | dobývací pole v ha | počet pater |
| ------- | ------------- | -------- | ---------------- | -------------- | ----------- | ------------ | ------------------ | ----------- |
| Jakub 1 | Těžní, větrní | 1868     | 643,6            | 1992           | 1872 - 1914 | 5 mil.       | 63,2               | 11          |
| Jakub 2 | větrní        | 1868     | 292,8            | 1992           | -           | -            | -                  | -           |

### Ubytování
Pro ubytování havířů byla vystavěna Jakubská kolonie z níž se dochovalo v roce 2003 13 domů.